# 科秋賓齊
49°4′18″N 25°58′25″E / 49.07167°N 25.97361°E
科秋賓齊（烏克蘭語：Коцюбинці），是烏克蘭的村落，位於該國西部捷爾諾波爾州，由喬爾特基夫區負責管轄，處於尼奇拉瓦河畔，分別距離恰加里2公里和扎賓齊2.5公里，始建於1562年，面積3.25平方公里，2001年人口1,837。